# 1527
1527 (MDXXVII) fue un año común comenzado en martes del calendario juliano.

## Acontecimientos
- 5 de enero: en Zúrich es ejecutado Felix Manz, líder de la congregación anabaptista.
- 24 de enero: en la actual provincia de Santa Fe (Argentina), el conquistador español Sebastián Caboto, conoce a la etnia mocoretá, que dará a conocer en su Mapamundi de 1544.
- 24 de febrero: tras el fallecimiento de Luis II de Mohács, su cuñado Fernando y su esposa Ana de Hungría son coronados reyes de Hungría y de Bohemia.
- 6 de mayo: las tropas imperiales  de Carlos V en Italia, amotinadas por no recibir su pago, saquean Roma durante una semana.
- 13 de diciembre: en México se crea la Audiencia de México.
- 17 de junio: Pánfilo de Narváez se hizo a la mar, desde España, para conquistar la Florida (actual Estados Unidos).
- 26 de julio: en Venezuela se funda la aldea de Santa Ana de Coro.
- En Valladolid (España) se reúne la Inquisición para decidir sobre el erasmismo.

## Arte y literatura
- En Granada (España) comienzan las obras del Palacio de Carlos V.
- Baltasar de Castiglione publica El cortesano.

## Nacimientos
- 14 de abril: Abraham Ortelius, geógrafo y cartógrafo neerlandés (f. 1598).
- 21 de mayo: Felipe II, rey español (f. 1598).
- 13 de julio: John Dee, matemático, astrónomo, astrólogo y geógrafo inglés (f. 1608).
- 31 de julio: Maximiliano II, emperador del Sacro Imperio Romano (f. 1576).
- 15 de agosto: Fray Luis de León, poeta español.
- Bárbara Blomberg, madre de Juan de Austria.
- Giuseppe Arcimboldo, pintor italiano.
- Benito Arias Montano, humanista, escritor y políglota español.

## Fallecimientos
- 5 de enero: Felix Manz, líder suizo, ejecutado (n. 1498)
- 21 de enero: Juan de Grijalva, conquistador español (n. 1490)
- 6 de mayo: Carlos III de Borbón, noble francés (n. 1490)
- 21 de junio: Nicolás Maquiavelo, filósofo italiano (n. 1469)
- 28 de julio: Rodrigo de Bastidas, explorador español (n. 1445)
- 14 de noviembre: Catalina de York, noble inglesa (n. 1479)